# Ngô Xuân Bính
Ngô Xuân Bính (sinh năm 1957) là một giáo sư, viện sĩ và võ sư người Việt Nam, định cư tại Nga. Ông nổi danh trong rất nhiều lĩnh vực như là võ sư sáng lập môn phái võ Nhất Nam, một môn võ dân tộc phát triển mạnh ở châu Âu. Ông còn là một thầy thuốc giỏi trong việc sử dụng y học dân tộc để chữa bệnh. Ông đã từng chữa cho Tổng Bí thư Lào Kaysone Phomvihane, Tổng thống Nga Boris Yeltsin và nhiều nguyên thủ khác. Ông được gọi là một "Kỳ nhân" khi tham gia nghiên cứu, phát triển thành công và được nhiều người biết đến trong nhiều lĩnh vực khác nhau như hội họa, thơ, y học, võ thuật, âm nhạc. Trong đó, ông đã được công nhận lập hai kỷ lục ở Việt Nam. Ông hiện là Ủy viên Ủy ban Liên bang Nga về chăm sóc sức khỏe cộng đồng và là chủ tịch Liên đoàn võ Nhất Nam ở Liên Bang Nga và châu Âu.

## Sự nghiệp
Ngô Xuân Bính sinh ngày 17 tháng 01 năm 1957 tại Vinh, Nghệ An.
Ông học tiểu học và trung học cơ sở tại thành phố Vinh. Ở bậc THPT, ông học lớp chuyên Toán.
Ông học Đại học Sư phạm khoa nhạc họa và Đại học Mỹ thuật ở Hà Nội. Sau khi tốt nghiệp, ông làm giảng viên tại Trường Đại học Sư phạm từ năm 1980 đến năm 1990.
Từ năm 1990 – 2014 võ sư Bính là chuyên gia Võ thuật và Y tế tại các nước thuộc Liên Xô cũ.
Từ năm 1978, ông bắt đầu cộng tác với Sở Thể dục - Thể thao và Tổng cục Thể dục - Thể thao về nghiên cứu võ thuật Việt Nam. Tại đây, ông nhận các chuyên đề nghiên cứu từ Tổng cục Thể dục - Thể thao về lịch sử văn học, võ học Việt Nam và trò chơi thể dục thể thao dân gian.
Năm 1980, ông nhận chữa bệnh cho một số nhà lãnh đạo, được Bộ Ngoại giao và Bộ Nội vụ cho phép khám và chữa cho Tổng Bí thư Lào.
Hiện nay, ông làm việc chủ yếu tại Liên bang Nga và huấn luyện võ thuật cho các võ đường môn phái Nhất Nam tại Việt Nam.

## Các nghiên cứu
Ông nghiên cứu, tham gia trong nhiều lĩnh vực khác nhau và hầu hết đều thành danh với những công trình hoặc tác phẩm nổi tiếng.

### Võ thuật
- Sách võ thuật Nhất Nam căn bản gồm 5 tập. Trong đó tập I và II, được viết khi ông 20 tuổi, đã đạt giải nhất tại Triển lãm sách Thể dục thể thao Quốc tế ở Ba Lan năm 1985.[8]

### Y học
- Ngày 22 tháng 11 năm 2014, chương trình Hội ngộ Kỷ lục gia Việt Nam lần thứ 29 đã xác lập kỷ lục: "Bộ sách châm cứu nhiều trang nhất" do Ngô Xuân Bính biên soạn.[9]

### Hội họa
Giáo sư Ngô Xuân Bính chuyên vẽ tranh sơn dầu. Ông đã triển lãm 3 lần ở Minsk, 3 triển lãm cá nhân ở Moskva và 2 triển lãm cá nhân ở Việt Nam. Năm 2006, ông đạt giải ARTIADA - Giải xuất sắc của Triển lãm Nghệ thuật tại Liên hoan Nghệ thuật tổng hợp quốc tế lần thứ 7 tại Moskva.
Năm 2008, ông đạt giải xuất sắc và được bình chọn là một trong 10 hiện tượng hội họa trong tháng tại Triển lãm quốc tế lần thứ 2 ở Moskva.

### Văn, thơ và âm nhạc
Giáo sư Bính đã viết 7 tập thơ với khoảng hàng nghìn bài về nhiều thể loại.
Ngày 24 tháng 1 năm 2015, đêm thơ nhạc "Ân khúc-Giao hòa" của Ngô Xuân Bính đã được tổ chức tại Nhà hát Lớn Hà Nội. Tại đêm nhạc, có nhiều nghệ sĩ hàng đầu của ca nhạc Việt như Trọng Tấn, Anh Thơ, Tùng Dương... Họ biểu diễn những tác phẩm âm nhạc do 10 nhạc sĩ lớn của Việt Nam phổ nhạc trên lời thơ của Ngô Xuân Bính.
Cũng tại đêm nhạc, ông đã được xác lập kỷ lục "Tập thơ dài nhất Việt Nam" do Ngô Xuân Bính sáng tác.
Một số bài nổi tiếng như Đêm thanh lắng, Huế một lần gặp, Nỗi nhớ quê, Nếp hương, Mùa thu vàng lao xao, Thả thuyền bến Mơ, Hà Nội trong tôi, Tượng nhà mồ...

## Vinh danh
- Danh hiệu "Giáo sư y học dân tộc" do Hiệp hội Y học dân tộc Nga (RANM) trao[16].
- Hàm Viện sĩ, do Viện Hàn lâm Khoa học tự nhiên châu Âu phong[17]
- Viện sĩ danh dự của Viện Hàn lâm Nghệ thuật Nga (RAI)[18][19]
- Huân chương "Nicholai Peregov" vì những đóng góp cho nền y học thế giới do Liên hợp quốc trao.[16]